# Cimotoides
Els cimotoides (Cymothoida) són un subordre de crustacis isòpodes. Abans formaven part del subordre dels flabel·lífers (Flabellifera), considerat ara com a polifilètic.

## Taxonomia
Comprenen les superfamílies i famílies següents:
- Anthuroidea Leach, 1814
  - Antheluridae Poore & Lew Ton, 1988
  - Anthuridae Leach, 1814
  - Expanathuridae Poore, 2001
  - Hyssuridae Wägele, 1981
  - Leptanthuridae Poore, 2001
  - Paranthuridae Menzies & Glynn, 1968
- Cymothooidea Leach, 1814
  - Aegidae White, 1850
  - Anuropidae Stebbing, 1893
  - Barybrotidae Hansen, 1890
  - Cirolanidae Dana, 1852
  - Corallanidae Hansen, 1890
  - Cymothoidae Leach, 1818
  - Gnathiidae Leach, 1814
  - Protognathiidae Wägele & Brandt, 1988
  - Tridentellidae Bruce, 1984
- Cryptoniscoidea Kossmann, 1880
  - Asconiscidae Bonnier, 1900
  - Cabiropidae Giard & Bonnier, 1887
  - Crinoniscidae Bonnier, 1900
  - Cryptoniscidae Kossmann, 1880
  - Cyproniscidae Bonnier, 1900
  - Hemioniscidae Bonnier, 1900
  - Podasconidae Bonnier, 1900
- Bopyroidea Rafinesque, 1815
  - Bopyridae Rafinesque, 1815
  - Colypuridae Richardson, 1905
  - Dajidae Giard & Bonnier, 1887
  - Entoniscidae Kossmann, 1881
  - Rhabdochiridae Richardson, 1905